# Neolithus fasciatus
Neolithus fasciatus är en insektsart som beskrevs av Scott 1882. Neolithus fasciatus ingår i släktet Neolithus och familjen spetsbladloppor. Inga underarter finns listade i Catalogue of Life.